# What Do You Mean?
"What Do You Mean?" là một bài hát của nghệ sĩ thu âm người Canada Justin Bieber nằm trong album phòng thu thứ tư của anh, Purpose (2015). Nó được phát hành vào ngày 28 tháng 8 năm 2015 như là đĩa đơn đầu tiên trích từ album bởi Def Jam Recordings. Bài hát được đồng viết lời và sản xuất bởi Bieber và Mason Levy dưới nghệ danh MdL, bên cạnh sự tham gia đồng viết lời từ Poo Bear, người đã hợp tác với nam ca sĩ trong nhiều tác phẩm trước như "Where Are Ü Now", "PYD", "Hold Tight" và "All That Matters". "What Do You Mean?" là một bản pop và tropical house mang nội dung đề cập đến một chàng trai đang cố gắng tìm kiếm một mối quan hệ tình cảm nhưng thất bại. Trước khi phát hành chính thức, một chiến dịch đếm ngược cho nó đã được thực hiện dưới sự hỗ trợ quảng bá từ nhiều nghệ sĩ, bao gồm Mariah Carey, Alanis Morissette, Britney Spears, Chris Martin và Ed Sheeran, cũng như nhiều nghệ sĩ khác. Ngoài ra, một phiên bản phối lại của bài hát với sự tham gia góp giọng của Ariana Grande cũng được phát hành như là một phần cho việc đặt trước Purpose trên iTunes.
Sau khi phát hành, "What Do You Mean?" nhận được những phản ứng tích cực từ các nhà phê bình âm nhạc, trong đó họ đánh giá cao giai điệu bắt tai và thích hợp với những câu lạc bộ của nó, đồng thời gọi đây là một điểm nhấn nổi bật từ album. Ngoài ra, bài hát còn gặt hái nhiều giải thưởng và đề cử tại những lễ trao giải lớn, bao gồm chiến thắng tại giải Sự lựa chọn của công chúng lần thứ 42 cho Bài hát được yêu thích nhất và một đề cử tại giải Juno năm 2016 cho Đĩa đơn của năm. "What Do You Mean?" cũng tiếp nhận những thành công ngoài sức tưởng tượng về mặt thương mại, đứng đầu các bảng xếp hạng ở Úc, Áo, Canada, Đan Mạch, Phần Lan, Ireland, Hà Lan, New Zealand, Na Uy, Thụy Điển và Vương quốc Anh, đồng thời lọt vào top 10 ở hầu hết những quốc gia nó xuất hiện, bao gồm vươn đến top 5 ở những thị trường lớn như Bỉ, Pháp, Đức, Ý, Tây Ban Nha và Thụy Sĩ. Tại Hoa Kỳ, nó ra mắt ở vị trí số một trên bảng xếp hạng Billboard Hot 100, trở thành bài hát thứ 23 trong lịch sử bảng xếp hạng làm được điều này và giúp Bieber đạt được đĩa đơn quán quân đầu tiên tại đây.
Video ca nhạc cho "What Do You Mean?" được đạo diễn bởi Brad Furman, trong đó bao gồm những cảnh Bieber và một cô gái (do Xenia Deli thủ vai) bị bắt cóc bởi một nhóm người đeo mặt nạ, trước khi được tiết lộ rằng anh đã lên kế hoạch cho mọi chuyện và cùng nhau tiệc tùng tại sân trượt ván với những kẻ bắt cóc. Một video ca nhạc khác được đạo diễn bởi Parris Goebel như là một phần của "Purpose: The Movement" cũng được phát hành, với sự tham gia từ những vũ công của nhóm nhảy ReQuest Dance Crew và The Royal Family. Để quảng bá bài hát, nam ca sĩ đã trình diễn nó trên một số chương trình truyền hình và lễ trao giải lớn, bao gồm The Ellen DeGeneres Show, Today, The Tonight Show Starring Jimmy Fallon, giải Video âm nhạc của MTV năm 2015 và giải Âm nhạc châu Âu của MTV năm 2015. Kể từ khi phát hành, "What Do You Mean?" đã được hát lại và sử dụng làm nhạc mẫu bởi nhiều nghệ sĩ, như Bart Baker, Tyler Ward, The Key of Awesome và Walk off the Earth. Tính đến nay, nó đã bán được hơn 11 triệu bản trên toàn cầu, trở thành một trong những đĩa đơn bán chạy nhất mọi thời đại.

## Danh sách bài hát
Tải kĩ thuật số
1. "What Do You Mean?" – 3:26

Đĩa CD và 12"
1. "What Do You Mean?" – 3:26
2. "What Do You Mean?" (không lời) – 3:26

## Xếp hạng
| Bảng xếp hạng (2015-16)                   | Vị trí cao nhất |
| ----------------------------------------- | --------------- |
| Úc (ARIA)                                 | 1               |
| Áo (Ö3 Austria Top 40)                    | 1               |
| Bỉ (Ultratop 50 Flanders)                 | 3               |
| Bỉ (Ultratop 50 Wallonia)                 | 2               |
| Canada (Canadian Hot 100)                 | 1               |
| Cộng hòa Séc (Singles Digitál Top 100)    | 1               |
| Đan Mạch (Tracklisten)                    | 1               |
| Châu Âu Digital Song Sales (Billboard)    | 1               |
| Phần Lan (Suomen virallinen lista)        | 1               |
| Pháp (SNEP)                               | 3               |
| Đức (Official German Charts)              | 4               |
| Hy Lạp Nhạc số (Billboard)                | 1               |
| Hungary (Rádiós Top 40)                   | 28              |
| Hungary (Single Top 40)                   | 1               |
| Ireland (IRMA)                            | 1               |
| Israel (Media Forest)                     | 2               |
| Ý (FIMI)                                  | 2               |
| Nhật Bản (Japan Hot 100)                  | 13              |
| Hà Lan (Dutch Top 40)                     | 1               |
| Hà Lan (Single Top 100)                   | 1               |
| Mexico (AMPROFON Top 20)                  | 2               |
| New Zealand (Recorded Music NZ)           | 1               |
| Na Uy (VG-lista)                          | 1               |
| Bồ Đào Nha Nhạc số (Billboard)            | 1               |
| Scotland (OCC)                            | 1               |
| Slovakia (Singles Digitál Top 100)        | 1               |
| Slovenia (SloTop50)                       | 26              |
| Nam Phi (EMA)                             | 1               |
| Hàn Quốc (Gaon International Singles)     | 7               |
| Tây Ban Nha (PROMUSICAE)                  | 3               |
| Thụy Điển (Sverigetopplistan)             | 1               |
| Thụy Sĩ (Schweizer Hitparade)             | 2               |
| Anh Quốc (OCC)                            | 1               |
| Hoa Kỳ Billboard Hot 100                  | 1               |
| Hoa Kỳ Adult Contemporary (Billboard)     | 14              |
| Hoa Kỳ Adult Pop Airplay (Billboard)      | 8               |
| Hoa Kỳ Dance Club Songs (Billboard)       | 1               |
| Hoa Kỳ Dance/Mix Show Airplay (Billboard) | 1               |
| Hoa Kỳ Pop Airplay (Billboard)            | 1               |
| Hoa Kỳ Rhythmic (Billboard)               | 3               |

| Bảng xếp hạng                        | Vị trí |
| ------------------------------------ | ------ |
| UK Singles (Official Charts Company) | 36     |
| US Billboard Hot 100                 | 578    |

| Bảng xếp hạng (2015)                     | Vị trí |
| ---------------------------------------- | ------ |
| Australia (ARIA)                         | 9      |
| Austria (Ö3 Austria Top 40)              | 47     |
| Belgium (Ultratop 50 Flanders)           | 46     |
| Belgium (Ultratop 50 Wallonia)           | 56     |
| Canada (Canadian Hot 100)                | 19     |
| Denmark (Tracklisten)                    | 6      |
| France (SNEP)                            | 61     |
| Germany (Official German Charts)         | 42     |
| Hungary (Single Top 10)                  | 41     |
| Hungary (Dance Top 40)                   | 23     |
| Ireland (IRMA)                           | 9      |
| Israel (Media Forest)                    | 42     |
| Italy (FIMI)                             | 17     |
| Japan (Japan Hot 100)                    | 87     |
| Netherlands (Dutch Top 40)               | 19     |
| Netherlands (Single Top 100)             | 10     |
| New Zealand (Recorded Music NZ)          | 8      |
| Romania (Romanian Chart Top 100)         | 103    |
| Russia Airplay (Tophit)                  | 139    |
| South Korea (Gaon International Singles) | 77     |
| Spain (PROMUSICAE)                       | 20     |
| Sweden (Sverigetopplistan)               | 10     |
| Switzerland (Schweizer Hitparade)        | 37     |
| UK Singles (Official Charts Company)     | 9      |
| US Billboard Hot 100                     | 33     |
| US Dance/Mix Show Airplay (Billboard)    | 39     |
| US Dance Club Songs (Billboard)          | 35     |
| US Pop Songs (Billboard)                 | 33     |
| US Rhythmic (Billboard)                  | 43     |
| Bảng xếp hạng (2016)                     | Vị trí |
| Australia (ARIA)                         | 68     |
| Belgium (Ultratop 50 Flanders)           | 97     |
| Brazil (Brasil Hot 100)                  | 62     |
| Canada (Canadian Hot 100)                | 19     |
| Denmark (Tracklisten)                    | 43     |
| Italy (FIMI)                             | 36     |
| Japan (Japan Hot 100)                    | 46     |
| Netherlands (Dutch Top 40)               | 99     |
| Netherlands (Single Top 100)             | 33     |
| New Zealand (Recorded Music NZ)          | 29     |
| Poland (ZPAV)                            | 17     |
| Romania (Romanian Chart Top 100)         | 110    |
| South Korea (Gaon International Singles) | 43     |
| Spain (PROMUSICAE)                       | 38     |
| Sweden (Sverigetopplistan)               | 55     |
| Switzerland (Schweizer Hitparade)        | 60     |
| UK Singles (Official Charts Company)     | 35     |
| US Billboard Hot 100                     | 31     |
| US Adult Contemporary (Billboard)        | 31     |
| Bảng xếp hạng (2017)                     | Vị trí |
| South Korea (Gaon International Singles) | 99     |

## Chứng nhận
| Quốc gia | Chứng nhận  | Số đơn vị/doanh số chứng nhận |
| --- | ----------- | ----------------------------- |
| Úc (ARIA) | 5× Bạch kim | 350.000‡                      |
| Bỉ (BEA) | 2× Bạch kim | 40.000‡                       |
| Canada (Music Canada) | 6× Bạch kim | 480.000*                      |
| Đan Mạch (IFPI Đan Mạch) | 3× Bạch kim | 180.000^                      |
| Pháp (SNEP) | Bạch kim    | 135,000‡                      |
| Đức (BVMI) | Bạch kim    | 300.000‡                      |
| Ý (FIMI) | 6× Bạch kim | 300.000‡                      |
| Nhật Bản (RIAJ) | Bạch kim    | 250.000^                      |
| México (AMPROFON) |             | 270.000‡                      |
| New Zealand (RMNZ) | 4× Bạch kim | 0*                            |
| Na Uy (IFPI) | 2× Bạch kim | 80.000‡                       |
| Ba Lan (ZPAV) | Kim cương   | 100.000‡                      |
| Hàn Quốc (Gaon Chart) | —           | 534,788                       |
| Tây Ban Nha (PROMUSICAE) | 3× Bạch kim | 120.000‡                      |
| Thụy Điển (GLF) | 8× Bạch kim | 160.000‡                      |
| Anh Quốc (BPI) | 3× Bạch kim | 1,853,837                     |
| Hoa Kỳ (RIAA) | 6× Bạch kim | 6.000.000‡                    |
| * Chứng nhận dựa theo doanh số tiêu thụ. ^ Chứng nhận dựa theo doanh số nhập hàng. ‡ Chứng nhận dựa theo doanh số tiêu thụ và phát trực tuyến. |             |                               |